# Piz dal Diavel
Il Piz dal Diavel (3.062 m s.l.m. - detto anche Piz Diavel) è una montagna delle Alpi di Livigno nelle Alpi Retiche occidentali.

## Descrizione
Si trova nel Canton Grigioni (Svizzera) a poca distanza dal confine con l'Italia, all'interno del Parco nazionale Svizzero.